# King James Version
Den autoriserede King James Version er en engelsk oversættelse af hele Bibelen, som blev udgivet første gang i 1611 af den engelske kirke. Ligesom de fleste andre oversættelser fra denne tid blev teksten til Det Nye Testamente oversat fra en samlet græsk udgave, Textus Receptus; Det Gamle Testamente blev oversat fra en hebraisk tekst, som var udarbejdet af masoreterne; til sidst var apokryferne oversat fra den græske oversættelse, Septuaginta, bortset fra Ezras 2. bog, som blev oversat fra den latinske Vulgata.
Oversættelsen har fået navn efter kong James I af England, fordi det var hans autorisation, som gjorde arbejdet muligt for kirken. Kongen og biskoppen af London udarbejdede kriterierne for oversættelserne i et brev, hvori de bestemte, at noter i margenen ikke skulle trykkes med, som det ellers var gjort i Genève-oversættelsen, og sikrede at den nye oversættelse ville være i overensstemmelse med gældende ekklesiologi for den engelske kirke. Visse græske og hebræiske ord skulle oversættes på en måde, som svarede til deres traditionelle brug i kirken. Eksempelvis skulle ordet "kirke" bibeholdes og ikke oversættes som "forsamling". Den nye oversættelse skulle afspejle den engelske kirkes episkopale struktur og traditionelle tro på et ordineret præsteskab.
I praksis overtog King James Version pladsen som autoriseret bibel i den engelske kirke, men den blev dog ikke formelt autoriseret af parlamentet før 1662, og det var kun indirekte, idet teksten blev brugt i den autoriserede Book of Common Prayer.
Bibeloversættelsen fik stor indflydelse på engelsk sprog og litteratur. Herman Melville og William Wordsworth var dybt influeret af den.